# Giuseppe Sirtori

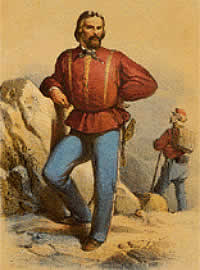
Sirtori während des Feldzuges in Unteritalien, 1860

Giuseppe Sirtori (* 17. April 1813 in Monticello Brianza; † 18. September 1874 in Rom) war ein italienischer Soldat, Freiheitskämpfer und Politiker, der in den Italienischen Unabhängigkeitskriegen kämpfte.

## Leben

### Frühe Zeit
Sirtori wurde 1813 in einem Weiler von Casatevecchio (Casatenovo) in der lombardischen Provinz Lecco nördlich von Mailand in einer bürgerlichen Familie mit sieben Kindern geboren. Für die kirchliche Laufbahn bestimmt, bestand er die Prüfungen am Seminar in Monza mit Auszeichnung und wurde 1838 zum Priester geweiht. Er studierte zunächst in der Hochschule von Merate unter dem Pater Somaschi und später am College in Gorla Minore. In diesen Jahren kam er auch mit den Gedankengut der nationalen Vordenker Cesare Correnti, Carlo und Alessandro Porro in Berührung, welche eine begründete Kritik an der österreichischen Vorherrschaft in Italien anprangerten und Italiens nationale Vereinigung anstrebten.
Im Jahr 1842 erhielt er von der kirchlichen Autorität die Erlaubnis zur Vertiefung seines Studiums in Theologie und Philosophie an der Sorbonne nach Paris zu gehen. Nach dem Tod der Eltern 1844 kehrte er in das heimatliche Monticello zurück und führte einen schweren Erbkampf mit den älteren Brüdern. Seine Rechte auf dem Familienbesitz wurden mit einer zu geringen Rente bedacht, so dass er nach Paris zurückkehrte. Der Eindruck der Pariser Februarrevolution (22. – 24. Februar 1848), die zum Sturz von König Louis-Philippe I. führte, brachte ihn dazu wieder nach Italien zurückzukehren und dort mit Hilfe der Revolution die Vereinigung Italiens zu erreichen.

### In der Revolution von 1848/49
In Italien waren den Regierenden am 11. Februar in Florenz, am 4. März in Turin und am 14. März in Rom eine Verfassung abgerungen worden. Sirtoni traf erst nach der Fünf-Tage-Revolte von Mailand (18. – 22. März) in der Lombardei ein und wurde ein glühender Anhänger von Mazzini. Bis zum 12. Mai wurde die Lombardische Freiwilligen Legion organisiert, der fehlende Kader wurde aus den eigenen Reihen gewählt. Wegen seiner Beredsamkeit und seine jüngsten Erfahrungen wurde Sirtori zu einem der neuen Kapitäne gewählt. Sirtoris lombardisches Bataillon wurde von der Provisorischen Regierung von Mailand zur Verteidigung von Venedig abgeschickt.
Am 11. August 1848 erreichte Venedig die Nachricht des Waffenstillstands von Salasco. Sirtori begann als piemontesischer Vertreter die Stadt auf die Verteidigung vorzubereiten, wurde aber darin vom Diktator Daniele Manin gestoppt um die Stadt den Österreichern zu ergeben. Als die Nachricht der Verkündigung der römischen Republik (11. März 1849) eintraf, versuchte Venedig erneut den Aufstand gegen die Österreicher. Nachdem die Piemontesen in der Schlacht bei Novara geschlagen und Brescia kapituliert hatte, blieb Venedig als letzter Aufstandsherd bestehen.
Die lombardischen Freiwilligen Legion und General Pepe sammelte sich im befestigten Lagers von Conche, westlich von Chioggia, zusammen mit den Offizieren Ulloa, Cosenz und Baldisserotto nahm Sirtori an der Verteidigung von Venedig teil. Er zeichnete sich bei der Verteidigung von Marghera aus und war mit Ulloa unter den letzten, die das Fort verließen, um den Abtransport der Verwundeten zu gewährleisten. Am 6. August genehmigte Manin den Beginn der Verhandlungen über die Kapitulation. Nach dem Fall der Stadt wurden bis den 24. August über 600 Kämpfer durch die französische Flotte evakuiert. Sirtori wurde als "Priester Lombard" registriert und nach Korfu gebracht, wo die Evakuierten wegen der Cholera-Epidemie, die in Venedig gewütet hatte, im dortigen Lazarett kuriert wurden.

### Pariser Exil
Sirtori flüchtete wieder nach Paris und sah dort mit Empörung wie die Zweite Republik bereits durch Napoleon Bonaparte ausgehebelt worden war. In Lausanne traf er sich mit Mazzini, dem er fanatisch anhing und wurde Mitglied eines von Mazzini inzierten Ausschusses in Genua, wo er sich mit den Anführern Medici, Bixio und Cairoli abstimmte. Obwohl der von Mazzini betriebene Aufstand in Mailand am 6. Februar 1853 schnell scheiterte betrieb Sirtori 1855 von Paris aus, einen ersten Versuch die Bourbonen in Neapel zu stürzen. Lucian Murat, der Sohn des früheren Königs Joachim wurde eingespannt König Ferdinand II. von Neapel zu stürzen. Der Umsturz erfolgte mit Zustimmung und Unterstützung von Napoleon III., wurde aber von den meisten der im Exil lebenden italienischen Patrioten (Manin, Mazzini) als schwerer Schlag gegen die nationale Einheit abgelehnt. Prinz Murat verärgerte die unklare Situation zusehends und brach derweil mit dem völlig zerrissenen Sirtori, der selbst für drei Tage von den französischen Behörden als "Verrückter" in Bicetre inhaftiert werden musste. Dieser politische Skandal wurde damals aber nur gerüchteweise bekannt.
Erst im Frühjahr 1859 tat sich für den rastlosen Sirtori eine neue Chance auf.
Er wollte sich als einfacher piemontinischer Soldat einschreiben lassen, der Bruch mit Mazzini und den Franzosen hinderte ihn aber daran. So konnte er auch nicht an der Befreiung von Como und San Fermo unter dem Freiheitskämpfer Garibaldi teilnehmen.

### Kampagne in Süditalien
Im März 1860 ließ er sich als Stellvertreter des Parlaments von Turin an die Hochschule von Missaglia wählen und als Abgeordneter der Provinz Como aufstellen, womit auch seine politische Tätigkeit begann. Als General Garibaldi im April begann die Expedition der Tausend Freiwilligen Rothemden nach Sizilien vorzubereiten, begleitete auch der jetzt 47-jährige Sirtori das Unternehmen, das am Abend des 5. Mai 1860 in Genua startete. Nach seiner Landung bei Marsala organisierte Garibaldi mehrere Kolonnen. Eine führte Bixio, die andere Carini, Sirtori und Türr dienten jeweils als Stabschef und Berater. Sirtoris Kolonne marschierte nach Calatafimi, wo am 15. Mai 1860 ein Sieg erkämpft wurde, dabei wurde er am Bein verwundet.
Am 29. Mai traf während des Aufstands in Palermo ein Waffenstillstandsansuchen des bourbonischen General Lanza ein, welcher die Kämpfe beendete. Sirtori wurde nach dem Sieg bei Milazzo von Garibaldi zum General ernannt und erhielt am 22. Juli in Palermo als Staatssekretär für Krieg in der Regierung unter Vincenzo Orsini diktatorische Vollmacht auf Sizilien. Sirtori blieb aber de facto Generalstabschef der Freiwilligen Befreiungsarmee und nahm nach dem Übergang auf das Festland am 1. Oktober als Befehlshaber der neapolitanischen Reserve-Division an der Schlacht am Volturno teil. Seine Truppen marschierten in Richtung Caserta und blockierten damit die Heranführung gegnerischer Verstärkungen. Nach Garibaldis persönlichen Rückzug nach seinem Domizil auf Caprera wurde Sirtori am 11. November 1860 Führer der Freiwilligen Legion, die Aufgabe sie mit der italischen Armee zu verschmelzen waren aber so ungünstig, dass sich die Legion selbst auflöste. Sirtori trat in die königliche Armee über, am 12. Juni 1861 wurde ihm das Kommandeurskreuz des Militärordens von Savoyen verliehen und im März 1862 wurde er zum Generalleutnant befördert. Am 22. Dezember 1862 wurde von der Parlamentarischen Kommission in Palermo die neuen Militärbefehlshaber gegen das Banditentum erwählt. General Cosenz wurde Präfekt von Bari, General de Medici militärischer Befehlshaber in Palermo. Sirtori wurde als Bevollmächtigter für Catanzaro bestimmt, mit dem Auftrag die in Kalabrien übermächtigen Räuberbanden auszuschalten. Seine ab Dezember 1862 eingeleiteten Operationen führten auch zu einigen Erfolgen.

### Im letzten Unabhängigkeitskrieg

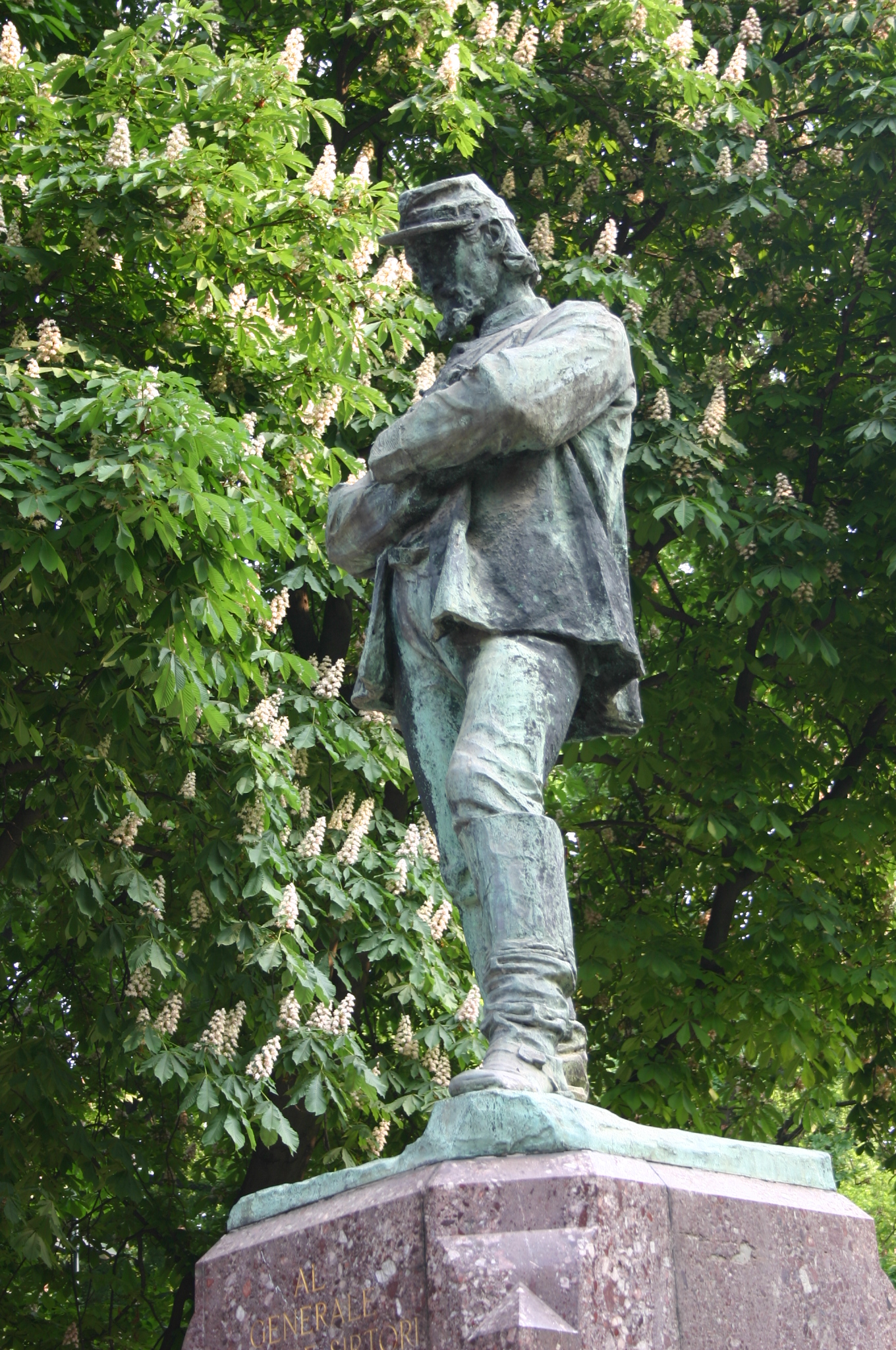
Denkmal für Giuseppe Sirtori, Mailand

Im Jahr 1866, bei Ausbruch des Dritten Unabhängigkeitskrieges, wurde Sirtori zum Kommandeur der 5. Division (Brigade Veltlin und Brigade Brescia) bestimmt, die im Rahmen des I. Korps von Giovanni Durando am 24. Juni im Zentrum der Schlacht bei Custozza eingesetzt wurde. Vom österreichischen Korps Rodich über den Tione auf Santa Lucia zurückgeworfen, zog sich seine Division nach Valeggio und hinter den Mincio zurück und deckte dabei die Artillerie des Obersten Bonelli. Nach der Schlacht, in der General Durando verwundet wurde, wollte er das Kommando über das I. Armeekorps übernehmen, das aber La Marmora dem älteren General Pianell, einem ehemaligen Offizier der Bourbonen übertrug. Seine Führungsfehler in der Schlacht versuchte er wegen mangelnder Unterstützung der bei Oliosi operierenden 1. Division unter General Cereale zu verschleiern. Ernesto Moneta, sein Stabschef, versuchte erfolglos, ihn von diesem Vorhaben abzuhalten. La Marmora entzog ihm sein Divisionskommando, ein Disziplinarverfahren wurde gegen ihn eingeleitet. In seinem Stolz getroffen, quittierte Sirtori seinem Dienst bei der savoyardischen Armee.
Erst als ein anderer Veteran von Custozza, General Govone 1870 zum Kriegsminister aufstieg, wurde er am 12. Dezember 1871 rehabilitiert und zum Kommandeur der Militärdivision in Alexandria ernannt. Sirtori verstarb 1874 in Rom und wurde auf dem Famedio-Friedhof von Mailand beigesetzt. Am 5. Juni 1892 wurde ihm zu Ehre im Stadtpark von Mailand ein Denkmal von Enrico Butti aufgestellt.